# Jablečno
Jablečno je malá vesnice, část města Zbiroh v okrese Rokycany v Plzeňském kraji. Nachází se asi tři kilometry severně od Zbirohu. Poblíž se nachází přehrada se sypanou hrází. Jablečno je také název katastrálního území o rozloze 2,52 km².

## Historie
První písemná zmínka o vesnici pochází z roku 1247.

## Obyvatelstvo
| Rok            | 1869 | 1880 | 1890 | 1900 | 1910 | 1921 | 1930 | 1950 | 1961 | 1970 | 1980 | 1991 | 2001 | 2011 | 2021 |
| -------------- | ---- | ---- | ---- | ---- | ---- | ---- | ---- | ---- | ---- | ---- | ---- | ---- | ---- | ---- | ---- |
| Počet obyvatel | 187  | 200  | 186  | 183  | 165  | 159  | 130  | 107  | 103  | 88   | 55   | 40   | 28   | 26   | 29   |
| Počet domů     | 23   | 26   | 25   | 30   | 28   | 28   | 32   | 34   | 51   | 23   | 20   | 28   | 30   | 29   | 32   |

## Obecní správa
Při sčítání lidu v letech 1869–1930 Jablečno bylo osadou obce Přísednice, se kterým patřilo nejprve do okresu Hořovice, ale v letech 1900–1930 v okrese Rokycany. V letech 1950–1980 bylo samostatnou obcí. Od 1. dubna 1980 je částí města Zbiroh v okrese Rokycany. V letech 1961–1980 k obci patřila Přísednice.